# Bubacarr Trawally
Bubacarr “Steve” Trawally (født 10. november 1994 in Serekunda, Gambia), er en gambiansk fodboldspiller, der er ejet af Vejle Boldklub, men som spiller for Guizhou Hengfeng i Chinese Super League.

## Karriere

### Real de Banjul
Trawally startede sin karriere hos Real de Banjul i hjemlandet, hvor han blev gambiansk mester i både 2012 og 2014. I 2014 blev han tilmed topscorer i ligaen med 12 sæsonmål.

### Yanbian
Den 12.  januar 2015 skiftede Trawally til Chinese Super League og klubben Hangzhou Greentown. Han blev herefter udlejet til Yanbian Changbaishan i den næstbedste række indtil udgangen af sæsonen. Den 14. marts 2015 debuterede Trawally for Yanbian i sæsonens første kamp mod Jiangxi Liansheng. Han scorede endda og blev matchvinder i kampens 52. minut med målet til 1–0. I maj 2015 blev han udvist for at have givet en modstander fra Tianjin Songjiang fingeren i en ligakamp, hvilket gav ham fire spilledages karantæne o gen bøde på ¥20.000. Trawally scorede sit første hattrick i Kina den 18. juli 2015 i en 4–2-sejr over Guizhou Hengfeng . Han scorede endnu et hattrick den 8. august 2015 I 6–1-sejren over Xinjiang Tianshan Leopard.
Trawally scorede hele 17 mål i 26 kampe i 2015-sæsonen, hvor Yanbian Changbaishan sluttede som nummer et og rykkede op i landets bedste række. 
Trawally skiftede permanent til Yanbian Fude, som klubben sidenhen havde skiftet navn til, den 13. februar 2016. Den 11. marts 2016 debuterede han i Chinese Super League mod Jiangsu Suning. Han blev skiftet ind i det 88. minut. Trawally scorede otte mål i 26 kampe i 2016-sæsonen, hvor Yanbian undgik nedrykning og dermed sikrede sig endnu en sæson i den bedste kinesiske række. Han forlængede sin kontrakt med yderligere to år i februar 2017. 
I den efterfølgende sæson fortsatte Trawally med at score mål og noterede sig for hele 18 scoringer – herunder to hattricks mod hhv. Beijing Sinobo Guoan og mesterholdet Guangzhou Evergrande F.C.. Han endte som nummer fem på topscorerlisten i Chinese Super League foran store navne som Hulk (fodboldspiller), Alexandre Pato og Jonathan Soriano, men Yanbian endte næstsidst i tabellen og rykkede dermed ned i den næstbedste række.

### Guizhou Hengfeng
På grund af nedrykningen skiftede Trawally forud for 2018-sæsonen til Guizhou Hengfeng i Chinese Super League. Handlen kom i stand på noget utraditionel vis, da han skiftede via Vejle Boldklub, som har den kinesiske agent Lucas Chang Jin i ejerkredsen. Den 9. februar 2018 gik Yanbian ud offentligt og fortalte, at Trawally var på kontrakt i klubben og dermed ikke ville godkende skiftet til Guizhou Hengfeng. Uenighederne blev løst på den sidste dag af transferviduet i Kina nemlig den 28. februar 2018, hvor Guizhou Hengfeng smed de ønskede penge på bordet Teknisk chef i Vejle Boldklub, Jakob Krüger, har sidenhen fortalt, at Trawally er ejet af den danske klub og på papiret udlejet til Guizhou Hengfeng i hele den kinesiske 2018-sæson. 
Trawally debuterede og scorede sit første mål for sin nye klub den 4. marts 2018, da Guizhou Hengfeng tabte 3–1 til Jiangsu Suning.

## International karriere
Den 6. september 2015 fik Trawally landsholdsdebut for Gambia i en kvalifikationskamp til 2017-udgaven af Africa Cup of Nations mod Cameroun. Han blev skftet ind i det 64. minut.

## Titler

### Klub
Real de Banjul
- Gambiank mester: 2012, 2014
- Gambiask Super Cup-vinder: 2012

Yanbian Changbaishan
- China League One: 2015

### Individuel
- Topscorer i den gambianske liga: 2014[19]